# Jan Slovák
Jan Slovák (* 18. prosince 1957 Zlín) je grafik, řezbář, básník, spisovatel. Rodák z Pradliska (okres Zlín). Vystudoval historii a filozofii na UK v Praze. Žije v Provodově. Od roku 1995 pracuje jako středoškolský učitel (SZŠ a Vošz Zlín).

## Dílo
- Tisky (1996)
- Stará svěcení (2004)

### Publikace
- Literární noviny
- bulletin Kabinetu múz
- Souvislosti
- Prostor Zlín
- Weles
- Pěší zóna
- Veronica
- A2
- Psí víno
- Host  Archivováno 14. 5. 2012 na Wayback Machine. a jiné

### Výstavy
- 80. léta – jednodenní výstavy, stodola, Pradlisko
- 1983 – kotelna Strahov, Praha
- 1992 – Rubín, Praha
- 1995 – SGVU Zlín, Grafický kabinet
- 1996 – Galerie Jiřího Jílka, Šumperk
- 1999 – Gymnázium Slavičín
- 2001 – Antikvariát – Galerie Ungula, Praha
- 2002 – SZŠ a VZŠ Zlín
- 2003 – Archa Zlín
- 2004 – Archa Zlín
- 2005 – Dům Svaté rodiny, Luhačovice
- 2006 – Hvězdárna Zlín , Veronica Brno, Dům knihy Portál, Uherské Hradiště  Archivováno 9. 10. 2008 na Wayback Machine.
- 2008 – Fara Malenisko, Provodov, Gymnázium Slavičín
- 2009 – Fara Malenisko
- 2010 – klub Loft 577, Zlín, Fara Malenisko, Muzeum luhačovického Zálesí – Luhačovice, Galerie Pod Svícnem – Frýdek-Místek

## Fotogalerie

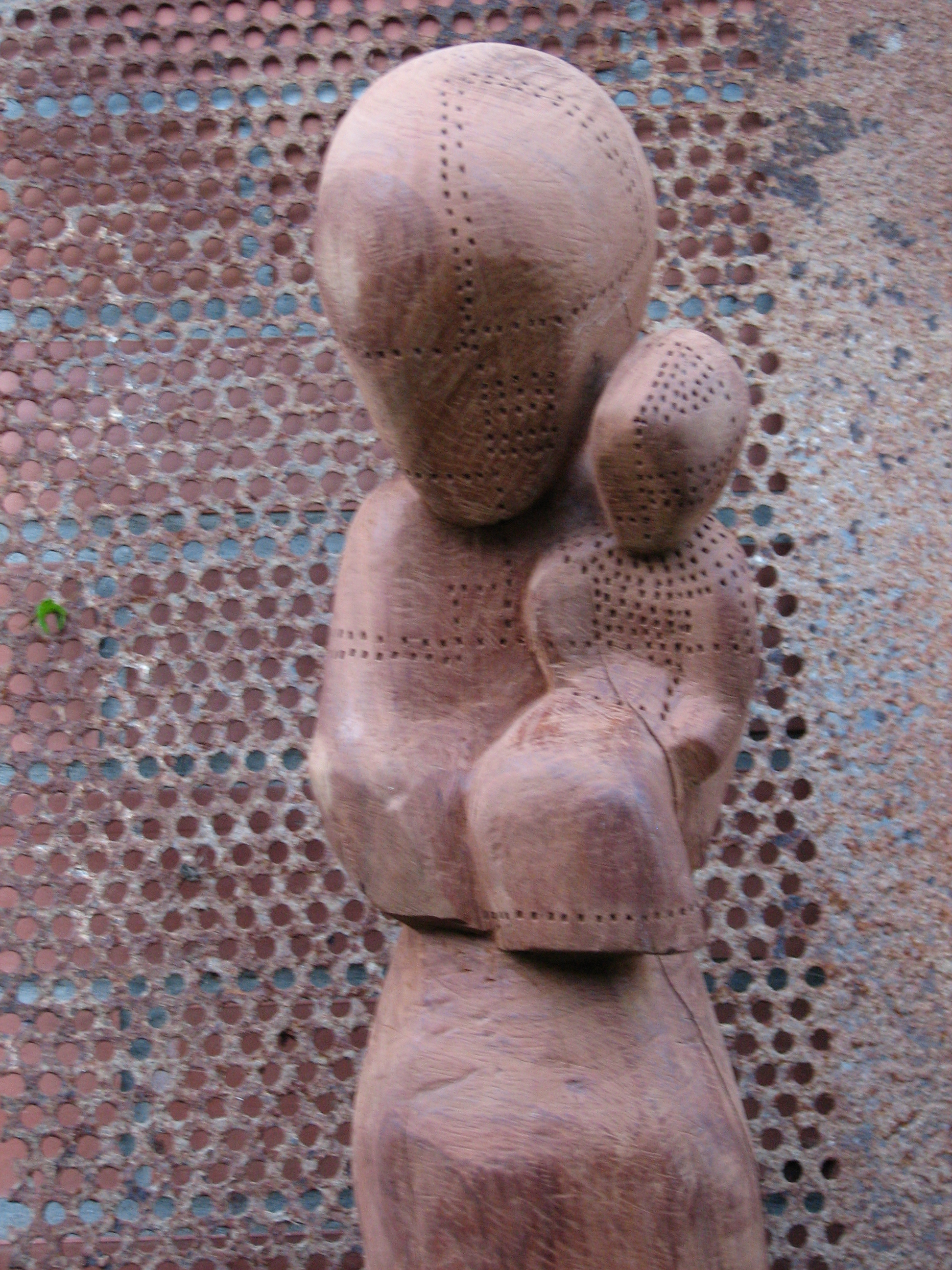
Madonka (2008)